# Sunday roast

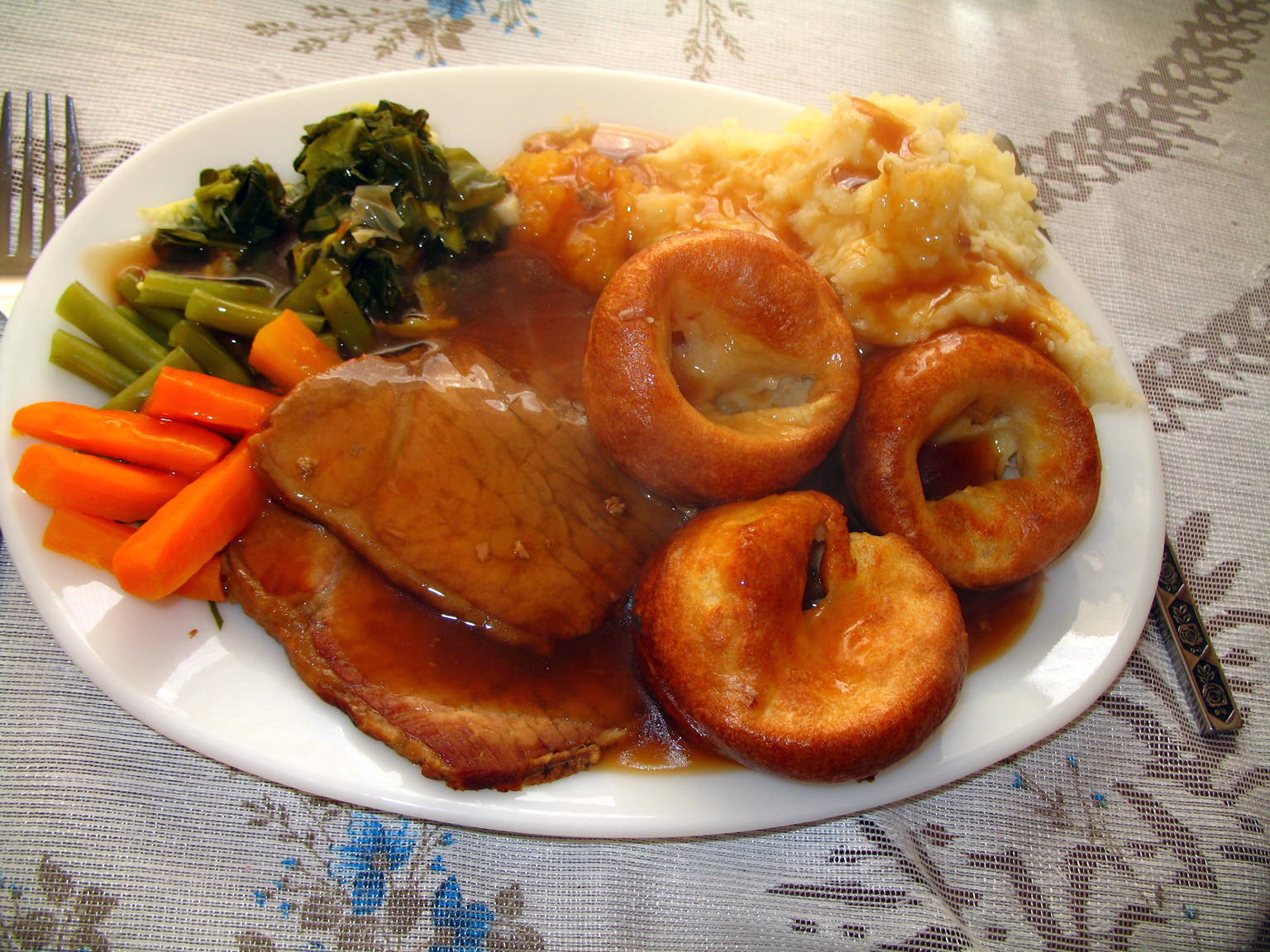
Sunday roast, rosbif y Yorkshire pudding.

El Sunday roast o Sunday lunch («asado o almuerzo de los domingos») es un plato típico de la cocina británica relacionado con la celebración de los domingos, y uno de los iconos más representativos de la «Alegre Inglaterra». El plato consiste en una especie de asado de carne con patatas. También se come en Irlanda, Australia, Estados Unidos, Canadá y Nueva Zelanda.  

## Ingredientes
Los ingredientes que intervienen en el asado suelen ser por un lado las diferentes carnes (cerdo, res, cordero, pollo) y los acompañamientos, que Incluyen patatas, yorkshire pudding y salchichas Chipolata.